# Osturňa
Osturňa é um município da Eslováquia, situado no distrito de Kežmarok, na região de Prešov. Tem 41,28 km² de área e sua população em 2018 foi estimada em 322 habitantes.

## Demografia
| Ano:        | 1994 | 2004    | 2014    | 2024    |
| ----------- | ---- | ------- | ------- | ------- |
| Broj ljudi: | 464  | 398     | 310     | 277     |
| Razlika:    |      | -14,22% | -22,11% | -10,64% |

| Ano:               | 2023 | 2024   |
| ------------------ | ---- | ------ |
| Número de pessoas: | 280  | 277    |
| Diferença:         |      | -1,07% |